# Matija Sabljak
Matija Sabljak est un joueur Croate de volley-ball né le 1er juillet 1986. Il mesure 2,08 m et joue Central. Il est International Croate. 
Pour sa 1re saison en France, il termine 3e meilleur Contreur de Ligue B au terme de la saison 2012/2013.

## Clubs
| Club             | Pays   | De        | À |
| ---------------- | ------ | --------- | - |
| Nice Volley-Ball | France | 2012-2013 | … |

## Palmarès
Néant.